# Perigramma nervaria
Perigramma nervaria là một loài bướm đêm trong họ Geometridae.